# Criminalisation secondaire
 (décembre 2018).
Si vous disposez d'ouvrages ou d'articles de référence ou si vous connaissez des sites web de qualité traitant du thème abordé ici, merci de compléter l'article en donnant les références utiles à sa vérifiabilité et en les liant à la section « Notes et références ».
La criminalisation secondaire est, d'un point de vue sociologique, l'organisation de la répression par les professions chargées d'appliquer la loi. Par exemple, comment l'appareil policier et judiciaire sélectionne-t-il ses cibles ?
Au XXIe siècle, cette criminalisation se manifeste notamment à l'égard des mouvements de contestation écologique.

## Exemple: Les Soulèvements de la Terre
Peu après sa création, le collectif Les Soulèvements de la Terre a fait l'objet d'une tentative de dissolution de la part du ministre de l'Intérieur, après les manifestations contre les projets de méga-bassines à Sainte-Soline.
Une telle démarche s'inscrit dans la tendance de l'anti-écologisme.